# Ussbühl
Ussbühl, auch Ussbüel oder Nussbühl genannt, ist ein Weiler der politischen Gemeinde Glarus Nord im Schweizer Kanton Glarus.

## Geschichte
Bis zur Entstehung von Glarus Nord im Jahr 2010 gehörte Ussbühl zur Gemeinde Bilten. Mitte des 11. Jahrhunderts, als Bilten  noch Billitun hiess, wurde der spätere Ussbühl als Uspo erwähnt. Im Jahr 1345 wurde in Uspo eine Kapelle errichtet, die im 16. Jahrhundert als Katharinen-Kapelle bezeichnet wird.

## Lage
Die Streusiedlung liegt zwischen dem Lediwald, einem Teil des Niderenwaldes im Südwesten und dem Torfstichsee im Nordosten. Die Höfe gruppieren sich entlang der Landstrasse (Hauptstrasse 3 von Zürich nach Glarus) und an den umliegenden Strassen Lediweg, Gerbistrasse, Ussbühl, Niederrietstrasse und Grindwiesstrasse.

## Wirtschaft
Die wichtigsten Erwerbszweige sind Landwirtschaft, Gast- und Kleingewerbe. Der grösste Arbeitgeber ist das internationale Transportunternehmen Walter Heussi, das in zweiter Generation geführt wird.

## Persönlichkeiten
- Heinrich Lienhard (1822–1903), wurde hier geboren und wanderte später in die USA aus.